# Departe (serial)
Departe (în engleză Away) este un serial TV american dramatic științifico-fantastic din 2020 creat de Andrew Hinderaker pentru Netflix. Urmărește o misiune internațională spre planeta Marte. Rolurile principale au fost interpretate de Hilary Swank, Josh Charles, Vivian Wu, Mark Ivanir, Ato Essandoh, Ray Panthaki și Talitha Bateman. În octombrie 2020, serialul a fost anulat după un sezon.

## Distribuție

### Roluri principale
- Hilary Swank[2] - Emma Green, astronaut NASA, comandantul misiunii Atlas
- Josh Charles -  Matt Logan, soțul Emmei
- Vivian Wu - Lu Wang, astronaută chineză
- Mark Ivanir - Misha Popov, cosmonaut rus
- Ato Essandoh - Kwesi Weisberg-Abban, botanist și cosmonaut începător ghanez-britanic-evreu
- Ray Panthaki - Ram Arya, astronaut indian
- Talitha Bateman - Alexis "Lex" Logan, fiica Emmei și a lui Matt

### Roluri secundare
- Monique Gabriela Curnen - Melissa Ramirez
- Michael Patrick Thornton - Dr. Putney, psihologul Emmei de la NASA
- Martin Cummins - Jack Willmore,  astronaut  NASA
- Gabrielle Rose - Darlene Cole, șef al centrului de control al misiunii de la NASA
- Brian Markinson - George Lane, alt șef al NASA

## Episoade
| Nr. | Titlu                           | Regizat de           | Scris de            | Data lansării     |
| --- | ------------------------------- | -------------------- | ------------------- | ----------------- |
| 1   | „Sisteme verificate: afirmativ” | Edward Zwick         | Andrew Hinderaker   | 4 septembrie 2020 |
| 2   | „Întoarcere imposibilă”         | Jeffrey Reiner       | Jessica Goldberg    | 4 septembrie 2020 |
| 3   | „Jumătate din cer”              | Jeffrey Reiner       | Andrew Hinderaker   | 4 septembrie 2020 |
| 4   | „Un excelent car zburător”      | Bronwen Hughes       | Ellen Fairey        | 4 septembrie 2020 |
| 5   | „Câini spațiali”                | Bronwen Hughes       | Jason Katims        | 4 septembrie 2020 |
| 6   | „O fărâmă de credință”          | David Boyd           | Janine Nabers       | 4 septembrie 2020 |
| 7   | „Noapte bună, Marte!”           | David Boyd           | Aditi Brennan Kapil | 4 septembrie 2020 |
| 8   | „Semne de viață”                | Charlotte Brändström | Chris Jones         | 4 septembrie 2020 |
| 9   | „Spektr”                        | Charlotte Brändström | Jessica Goldberg    | 4 septembrie 2020 |
| 10  | „Acasă”                         | Jet Wilkinson        | Andrew Hinderaker   | 4 septembrie 2020 |